# Medaglia Arctowski
La Medaglia Arctowski viene assegnata dalla National Academy of Sciences degli Stati Uniti "per gli studi sulla fisica solare e le interazioni tra Sole e Terra". Chiamato in onore di Henryk Arctowski, è stato assegnato per la prima volta nel 1969.

## Elenco dei vincitori della Medaglia Arctowski
- Dana W. Longcope (2021) - Per la ricerca fondamentale sulla natura del magnetismo solare, della topologia magnetica e della riconnessione, fornendo un quadro unificato per comprendere l'energizzazione e la dinamica del sole calmo, le regioni attive, i brillamenti e le espulsioni di massa coronale.
- Michelle F. Thomsen (2019) - Per i suoi contributi fondamentali alla nostra comprensione delle relazioni tra il sole e i suoi corpi planetari, con una particolare enfasi sulla fisica degli urti senza collisioni e sulla dinamica delle magnetosfere planetarie di Terra, Giove e Saturno.
- Mats Carlsson e Viggo Hansteen (2017) - Per le loro indagini sul trasferimento radiativo, sulla magneto-idrodinamica e sulla fisica del plasma che hanno portato a importanti progressi nella diagnostica cromosferica e alla nostra comprensione dei meccanismi fisici che guidano la dinamica e l'energia cromosferica e coronale attraverso lo sviluppo e l'uso del modello numerico Bifrost dell'atmosfera solare.
- Alexander J. Dessler (2015) - Per la sua notevole immaginazione nell'inquadrare molte delle concezioni più basilari della scienza spaziale sul vento solare e il campo magnetico interplanetario e le loro interazioni con le magnetosfere della Terra e di altri pianeti all'inizio dell'era spaziale.
- John T. Gosling[2] (2013) - Per aver chiarito questioni fondamentali nella fisica dell'atmosfera solare e del vento solare, inclusa la rivelazione del "Mito del brillamento solare", la scoperta dello streaming bidirezionale di elettroni solari e, nell'ultimo decennio, trovare eventi di riconnessione nel vento solare.
- John W. Harvey[3] (2011) - Per i maggiori contributi alla comprensione dei campi magnetici del sole e della sua struttura interna, e per lo sviluppo della strumentazione che ha reso possibili queste scoperte.
- Marcia Neugebauer[4] (2010) - Per aver stabilito definitivamente l'esistenza del vento solare, fondamentale per comprendere la fisica dell'eliosfera, e per aver chiarito molte delle sue proprietà chiave.
- Leonard F. Burlaga[5] (2008) - Per studi pionieristici sul plasma del vento solare magnetizzato da 0,3 a 102 UA, compresi i recenti attraversamenti dei Voyager dello shock di terminazione eliosferica e il loro ingresso nell'elioguaina.
- Edward J. Smith (2005) - Per i suoi studi pionieristici sui campi magnetici solari ed eliosferici nello spazio profondo e sui campi magnetici planetari e la loro interazione con il vento solare.
- Roger K. Ulrich (2002) - Per aver riconosciuto le oscillazioni solari di cinque minuti come modalità acustiche nell'interno solare e aver sviluppato sistematicamente sia la teoria che le osservazioni per stabilire il modello standard preciso odierno dell'interno solare.
- Arthur J. Hundhausen (1999) - Per le sue eccezionali ricerche sulla fisica solare e del vento solare, in particolare nell'area delle perturbazioni coronali e del vento solare.
- Raymond G. Roble (1996) - Per i suoi contributi indispensabili alla comprensione degli effetti degli input solari variabili sull'atmosfera terrestre e sulla ionosfera mediante potenti tecniche di modellazione globale.
- John A. Simpson (1993) - Per i suoi studi pionieristici sulle proprietà dell'ambiente di particelle cariche del Sole, della Terra e degli altri pianeti.
- Peter A. Sturrock (1990) - Per i maggiori contributi alla comprensione dell'attività magnetica solare, in particolare per quanto riguarda la genesi e l'effetto dei brillamenti solari.
- John A. Eddy (1987) - Per la sua dimostrazione dell'esistenza e della natura delle variazioni solari a lungo termine e delle conseguenze di questi cambiamenti per il clima e l'umanità.
- William E. Gordon (1984) - Per il suo sviluppo pionieristico della teoria e della strumentazione per gli studi sulla retrodiffusione radar, che ha aperto un ampio campo di ricerca nella ionosfera d'alta quota.
- Thomas M. Donahue (1981) - Per i suoi contributi fondamentali alla comprensione del ruolo della radiazione solare nella fisica e nella chimica delle atmosfere e della ionosfera della Terra, di Marte e di Venere.
- John R. Winckler (1978) - Per la sua eccezionale ricerca sulla modulazione solare e l'accelerazione di particelle ad alta energia e le scoperte dei raggi gamma del brillamento solare e dei raggi X aurorali.
- Jacques M. Beckers (1975) - Per la sua straordinaria originalità e successo nella scoperta e nello studio di fenomeni esotici su piccola scala nel Sole.
- Francis S. Johnson (1972) - Per il suo lavoro pionieristico nella fisica dell'alta atmosfera e dello spazio.
- Eugene N. Parker (1969) - Per i suoi contributi completi e fantasiosi alla comprensione teorica delle interazioni del plasma con i campi magnetici solari e terrestri.
- J. Paul Wild (1969) - In riconoscimento dei suoi numerosi e completi contributi alla radioastronomia solare.